# Церковь Святого Иоанна Предтечи (Кырджали)
Церковь Святого Иоанна Предтечи в Кырджали (болг. Храм «Свети Йоан Предтеча») — храм Пловдивской митрополии Болгарской православной церкви. Возрождённый в 1998—2000 годах археологический памятник, часть средневекового раннехристианского ансамбля. Помимо церкви восстановлена также часть крепости этого ансамбля, некоторые хозяйственные постройки.
Расположена на правом берегу реки Арда в городе Кырджали (район Весельчане). Входит в список достопримечательностей «Познакомься с Болгарией — 100 национальных туристических объектов».

## История
Храм был частью античного некрополя, потом — церковной общностю определённого типа, основанного в VI—VIII веках в конце периода иконоборчества в Византии. Судя по археологическим данным, на месте храма было возведено последовательно несколько церквей. По стилю и планировке в них заметно афонское взаимовлияние. По предположению археолога Николая Овчарова, монастырь был центром одной из средневековых епархий — Ахридской (греч. Αρχιεπισκοπή Αχρίδος).
Руины монастыря были обнаружены краеведами и учёными ещё в 1930-е годы. Но археологические исследования начались только в 1962 году, когда при строительстве здания автохозяйства бульдозер открыл пустоты с артефактами. На месте начались раскопки под руководством Екатерины Маневой. Археологам удалось найти остатки церкви с частично сохранившейся росписью. В 1985 году раскопки продолжились под руководством Николая Овчарова, тогда были найдены и другие строения монастыря. В церкви обнаружилась крипта с удивительно хорошо сохранившимся захоронением важного священнослужителя конца XII и начала XIII века. По мнению некоторых учёных, оно принадлежит Патриарху Евфимию Тырновскому, другие отвергают эту гипотезу из-за отсутствия достаточных доказательств в её поддержку.

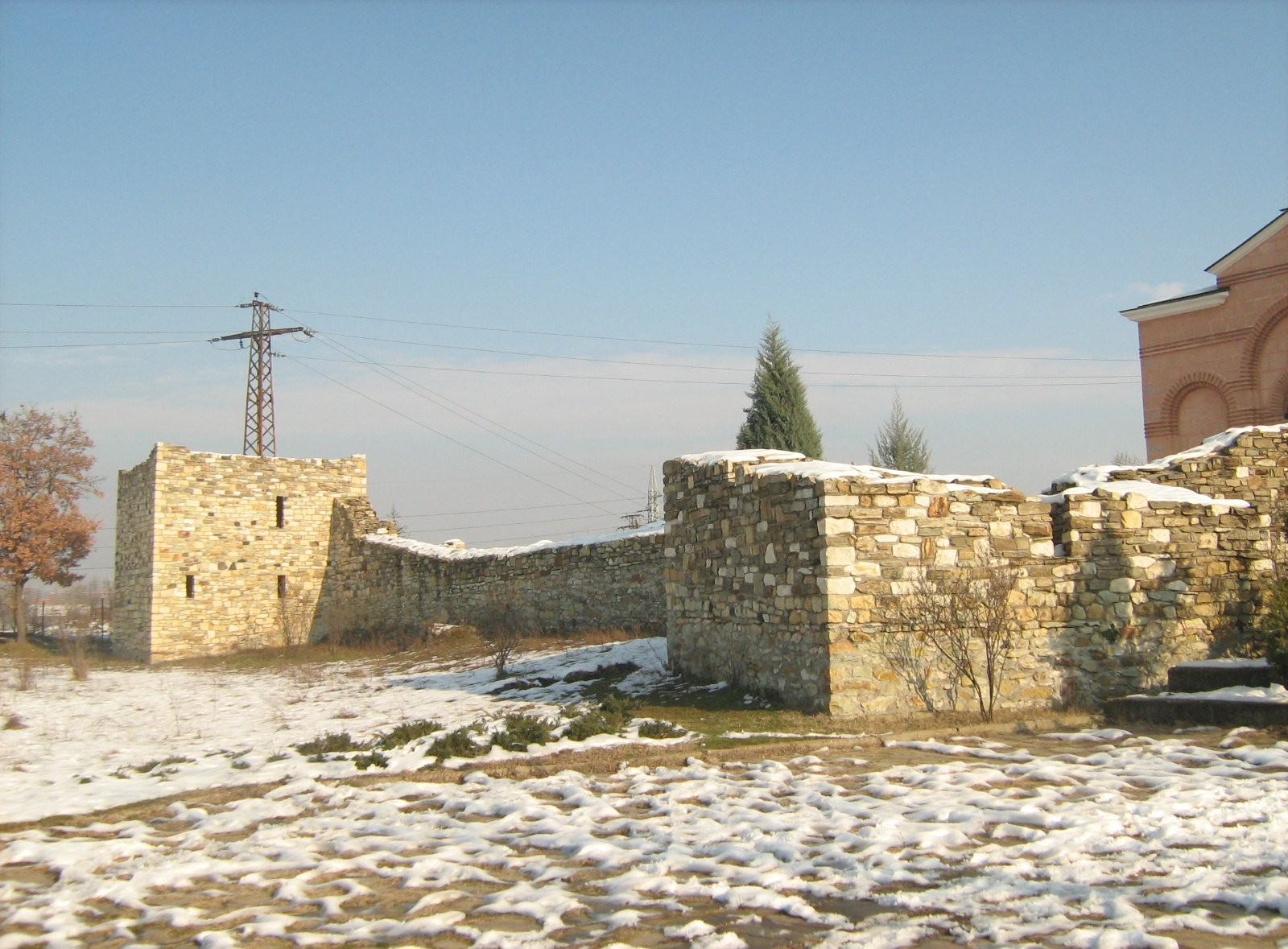
Укрепления средневекового монастыря

Сенсационной находкой стала хорошо сохранившаяся златотканая епитрахиль, другие элементы облачения и необычный артефакт — текстильный крест с вшитыми церковными реликвиями. Качество изработки и дорогие материалы этих находок стали основанием предполагать, что монастырь превратился ещё в X—XI веках в епископский, а позже и в митрополитский центр. В XII веке церковь была расписана и украшена мраморными элементами. Во время Четвёртого крестового похода в начале XIII века монастырь был сожжён, однако был восстановлен почти сразу. Археологи нашли подпись мастера на обновлённой росписи стен на староболгарском языке «Я, Добромир, написал в Святом Продроме» (продром «предвестник, предтеча» —церковный эпитет Иоанна Крестителя). В XIV веке монастырь был разорён в ходе османского нашествия. Затем монастырь был занесён многометровым слоем осадочных пород (комплекс расположен в непосредственной близости от русла Арды).
Восстановление церкви на средства Европейского Сообщества проходило в 1998—2000 годах под руководством Николая Овчарова и Даниэлы Коджамановой.

## В настоящее время
Действующая православная церковь, открытая для посещений. При церкви работает воскресная школа.